# LifeSiteNews

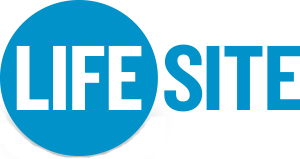
Logo von LifeSiteNews

LifeSiteNews bzw. LifeSite ist eine in Kanada beheimatete Website, die konservative katholische Ansichten propagiert. Chefredakteur ist seit der Gründung John-Henry Westen, Präsident Steve Jalsevac. Hervorgegangen aus der kanadischen Campaign Life Coalition, einer Anti-Abtreibungs-Kampagne, wandte LifeSiteNews sich alsbald auch anderen Themen zu und wurde schließlich wegen Verbreitung von Verschwörungstheorien und Fehlinformationen über Covid-19 von etlichen Social-Media-Plattformen verbannt.
Die Veröffentlichungen auf LifeSiteNews werden von D. W. Lafferty als „shrill, sensationalistic“ und „highly biased“ beschrieben. Laut Lafferty weisen sie häufig Merkmale eines fanatischen katholischen Traditionalismus auf.

## Geschichte und Kritik
LifeSiteNews wurde 1997 von kanadischen politischen Lobbyisten – darunter Westen und Jalsevac – gegründet; Ziel war die Bekämpfung von Abtreibungen.
2011 reichte der progressive katholische Priester Raymond Gravel, ehemaliges Mitglied des Kanadischen Parlaments, eine Klage wegen Verleumdung gegen LifeSiteNews ein und verlangte 500.000 kanadische Dollar Schadensersatz. Gravel hatte eine tolerante, zeitgemäße und menschenfreundliche Haltung der Kirche eingefordert und sich gegen eine Diktion der Verbote und Verdammungen ausgesprochen. LifeSiteNews hatte 39 Artikel über Gravel veröffentlicht, die dieser als diffamierend empfunden hatte. Die Klage wurde 2013 zur Verhandlung zugelassen, im Jahr darauf starb Gravel.
2019 war LifeSiteNews an der Finanzierung einer Vortragsreise durch die USA für Alexander Tschugguel beteiligt. Tschugguel hatte im Oktober 2019 nach der Amazonassynode im Vatikan fünf hölzerne Pachamama-Statuetten aus der Kirche Santa Maria in Traspontina gestohlen und in den Tiber geworfen. Diese Figuren waren zunächst im Rahmen einer Baumpflanzungsaktion, an der Papst Franziskus teilgenommen hatte, präsentiert und anschließend in der Kirche aufgestellt worden. Franziskus hatte sich für Tschugguels Akt des Vandalismus entschuldigt und die Figuren, die eine nackte, schwangere Frau darstellten, waren später aus dem Tiber geborgen worden. Tschugguel begründete seine Tat auf seiner Vortragsreise damit, er habe die Statuetten als Idole angesehen, die das Erste Gebot verletzten. Mit Darstellungen der Jungfrau Maria hatten die Statuetten seiner Ansicht nach nichts zu tun, da sie nackt und hässlich seien, Maria aber grundsätzlich sehr gut angezogen und sehr schön sei. Angestiftet oder zumindest unterstützt worden war Tschugguel durch den US-amerikanischen Traditionalisten Taylor Marshall. Es gibt Stimmen, laut denen Marshalls und Tschugguels Aktion dazu beitrug, dass reaktionäre Bewegungen wie die Marshalls plötzlich als ernsthaftes Problem innerhalb der katholischen Kirche angesehen wurden. Zuvor seien sie im Vatikan wie auch global mehr oder weniger ignoriert worden: “Until Tschugguel’s actions, the reactionary traditionalist segment of the Church was likely easy to ignore in Rome. Largely confined to the US, the movement spent most of its time criticizing and nitpicking the pope’s teachings, signing open letters, and circulating petitions. They inhabited their own media ecosystem, and few in the global Church took notice”, schrieb beispielsweise Mike Lewis im Dezember 2022. Marshall und Konsorten seien möglicherweise daran schuld, dass Franziskus darüber nachdenke, die Bestimmungen für die Feier der traditionellen lateinischen Messe zu verschärfen.
Es sei vielleicht nur eine Frage der Zeit gewesen, dass LifeSiteNews, zunächst „predominantly known for producing advocacy journalism from an enthusiastically anti-abortion, anti-LGBTQ perspective“, sich schließlich im Einklang mit den Ansichten verschwörungstheoretischer Ultra-Rechter wiedergefunden habe, ist in einer Analyse aus dem Jahr 2021 zu lesen. Schon deutlich früher hatte in Europa David Berger darauf hingewiesen, dass Websites dieser Art Teil einer religiösen Retrowelle und anfällig für die Vermischung mit politischen Einstellungen seien. „Theologische Substanz gebe es kaum, dafür gehe es um Regeln, liturgische Formen und Ästhetik. Mit rechtsradikalem Gedankengut könnten Ausläufer dieser Strömungen sich mischen, weil religiöse Traditionalisten und rechtsextreme Fanatiker zum Teil dieselben Feindbilder hätten“, wird er in einem Artikel in der FAZ zitiert.
Im Jahr 2021, als LifeSiteNews ein Publikum von geschätzt etwa 20 Millionen Lesern bzw. Zuschauern erreichte, veröffentlichte das kanadische Anti-Hate-Netzwerk einen Bericht von Hazel Woodrow über diese „christliche Version von Breitbart“.
Woodrow machte in Carlo Maria Viganòs Brief an Donald Trump vom Sommer 2020 den Punkt aus, von dem an die Aktivitäten von LifeSiteNews eine wirklich beängstigende Wendung in Richtung Rechtsextremismus und Verschwörungstheorien genommen hätten. Die Tatsache, dass im Jahr 2021 Trump kaltgestellt zu sein schien und LifeSiteNews von etlichen größeren Plattformen verbannt worden war, erfüllte Woodrow mit wenig Hoffnung. Sie ging davon aus, dass die Rechten nun eben in andere Nischen des Internets umgeleitet werden würden. Im Übrigen wurde zumindest die Sperre auf YouTube alsbald umgangen: Bereits seit Oktober 2021 existiert ein neuer YouTube-Kanal, auf dem Inhalte von LifeSiteNews veröffentlicht werden. Der Account LSNTV hatte im September 2024 knapp 68.000 Abonnenten.
In seinen Reaktionen auf Woodrows Zusammenstellung behauptete LifeSiteNews-Präsident Jalsevac unter anderem, die Seite sei nicht „anti-LGBT“, sondern richte sich nur gegen Menschen, die ein „sexually confused life“ führten. Er brachte Kindesmissbrauch mit Satanismus in Verbindung und behauptete, wer nicht wisse, dass das Coronavirus in einem chinesischen Labor kreiert worden sei, sei „simply uninformed“. Dass LifeSiteNews schließlich unter anderem von YouTube verbannt wurde, hing laut Woodrow nicht mit den homophoben Hassbotschaften und der Diskriminierung bestimmter Gruppen zusammen, die auf der Website zu finden waren, sondern mit den Verschwörungstheorien bezüglich Corona und mit der Unterstützung von Impfgegnern durch LifeSiteNews.
Charles Eisenstein beklagte im Zuge der Diskussionen um die Corona-Impfung, ein Interview mit dem Mediziner Peter McCullough, das auf LifeSiteNews zu finden sei, werde in den Augen der seriöseren Leserschaft schon allein durch diesen Publikationsort suspekt: „Tragischerweise“ beherbergten Seiten, die Leute wie McCullough zu Interviews einlüden, „ziemlich oft auch einwanderungsfeindliche und Anti-LBGTQ-Artikel, die genau die gleichen Taktiken“ nutzten, „die gegen Impfgegner verwendet“ würden. Sie wendeten dabei „die gleichen Entmenschlichungs- und Sündenbockschablonen“ an und gäben „sich für die gleichen faschistoiden Ziele“ her.
Einer der Mitunterzeichner von Viganòs Schrift Veritas liberavit vos!, in der die Verschwörungstheorie von einer neuen Weltordnung vertreten wird, Joseph Strickland, wurde im November 2023 seines Amtes als Bischof von Tyler enthoben, nachdem er in einem Beitrag für das Rome Life Forum von LifeSiteNews Papst Franziskus bezichtigt hatte, sein Amt unrechtmäßigerweise innezuhaben.
LifeSiteNews ruft regelmäßig zu Unterschriftenaktionen etc. gegen Franziskus auf. Beispielsweise geschah dies im Herbst 2024 wegen Franziskus’ in katholischen Kreisen vieldiskutierter Äußerung, jede Religion könne einen Weg zu Gott darstellen.
Dass derartigen Unterschriftenaktionen etc. mitunter der Charakter des Albernen anhaftet, führte beispielsweise Tony Ginocchio in seinem Text John-Henry Westen, Canadian Idiot. You can really just write anything on the Internet! aus. 2019 etwa habe LifeSiteNews die Leserschaft mobilisiert, um die Ernennung des relativ liberalen Jesuiten James Martin zum Erzbischof von Philadelphia zu verhindern. Nur habe, so fuhr Ginocchio süffisant fort, die Ernennung James Martins überhaupt nie zur Diskussion gestanden. Die Macher von LifeSiteNews hätten nie die Quellen offengelegt, denen sie das Gerücht über diese geplante Amtsverleihung angeblich entnommen hatten. Sie hätten die ganze Aktion nur gestartet, um Klicks, E-Mail-Adressen und Spenden einzusammeln. Im Übrigen möge man sich einmal die Kirchengeschichte der letzten 2000 Jahre ansehen, um sich ein Bild davon zu machen, wie groß der Einfluss einer Unterschriften sammelnden Gruppe von Laien bei der Besetzung von Kirchenämtern sei.
Ginocchio verglich LifeSiteNews und John-Henry Westen mit Michael Voris und Church Militant. Er gab zwar zu, dass Westen keine ganz so bizarre Persönlichkeit sei wie Voris, erklärte aber, die Redakteure von LifeSiteNews seien „just writing whatever shit they want“. Wenn man bedenke, wie oft die Seite schon beim Faktenchecker-Portal Snopes aufgetaucht sei, könne man als Benutzer fast sicher sein, dass in der Realität exakt das Gegenteil von dem Geschehen sei, was jeweils auf LifeSiteNews als Faktum dargestellt werde. LifeSiteNews bediene dasselbe Publikum, das beispielsweise Taylor Marshall für einen Genius halte.
Die Campaign Life Coalition hat (Stand: September 2024) nach wie vor zum Teil dieselben Vorstandsmitglieder wie LifeSiteNews, ist aber nicht mehr Betreiberin der Website. John-Henry Westen gehört auch zu den Trustees der 2013 gegründeten Petitionsplattform CitizenGO.